# Florentin Petre
Florentin Petre (ur. 15 stycznia 1976 w Bukareszcie) – piłkarz rumuński grający na pozycji prawego pomocnika.

## Kariera klubowa
Petre urodził się w Bukareszcie. Piłkarskie treningi rozpoczął w tamtejszym klubie FC Dinamo Bukareszt, a w 1994 roku został członkiem pierwszej drużyny. W pierwszej lidze zadebiutował 15 października w wygranym 2:0 meczu z Universitatea Cluj, w którym jednocześnie zdobył swojego pierwszego gola w profesjonalnej karierze. W rundzie jesiennej sezonu 1994/1995 zaliczył 7 meczów dla Dinama, a wiosną wypożyczono go do UTA Arad, gdzie grał w pierwszym składzie i strzelił 3 gole, jednak zespół spadł do drugiej ligi. Po sezonie Petre wrócił do Dinama. Już w sezonie 1995/1996 był podstawowym zawodnikiem klubu, a w 1997 roku zajął z nim 3. miejsce w lidze. Rok później zaliczył 8 trafień w lidze, a powtórzył to także w sezonie 1998/1999 (był to jego najlepszy dorobek bramkowy za czasów występów w Divizii A) i wtedy wywalczył wicemistrzostwo Rumunii. W sezonie 1999/2000 zdobył 7 goli w 22 meczach i po raz pierwszy w karierze został mistrzem kraju. Zdobył też swój pierwszy Puchar Rumunii. Przez kolejne dwa lata z powodu kontuzji opuścił większą liczbę meczów i wystąpił zaledwie 14 razy. W tym okresie Dinamo został wicemistrzem Rumunii w 2001, a w 2001 wywalczyło tytuł mistrzowski. W kolejnych latach powrócił do pierwszej jedenastki. W 2003 i 2004 zdobywał kolejne puchary krajowe, a w 2004 dodatkowo kolejny tytuł mistrzowski. Natomiast w 2005 zajął 2. miejsce w lidze rumuńskiej. W Dinamie występował do lata 2006. Wystąpił w 252 meczach i strzelił 43 gole.
W 2006 roku Petre przeszedł do bułgarskiego klubu CSKA Sofia. Podpisał trzyletni kontrakt. W jego barwach zaliczył 26 występów w sezonie 2006/2007 i zdobył 10 goli, uzyskując swój najlepszy dorobek bramkowy w karierze. Wywalczył wicemistrzostwo kraju. W lipcu 2008 wyjechał do rosyjskiego Tereka Grozny, który zapłacił za niego 250 tysięcy euro. Następnie grał też w CSKA Sofia (2010) i Victorii Brăneşti (2010-2011), w której zakończył karierę.
| Sezon   | Klub                | Kraj     | Rozgrywki    | Mecze | Bramki |
| ------- | ------------------- | -------- | ------------ | ----- | ------ |
| 1994/95 | FC Dinamo Bukareszt | Rumunia  | Divizia A    | 7     | 1      |
| 1994/95 | UTA Arad            | Rumunia  | Divizia A    | 9     | 3      |
| 1995/96 | FC Dinamo Bukareszt | Rumunia  | Divizia A    | 30    | 3      |
| 1996/97 | FC Dinamo Bukareszt | Rumunia  | Divizia A    | 29    | 5      |
| 1997/98 | FC Dinamo Bukareszt | Rumunia  | Divizia A    | 29    | 8      |
| 1998/99 | FC Dinamo Bukareszt | Rumunia  | Divizia A    | 29    | 8      |
| 1999/00 | FC Dinamo Bukareszt | Rumunia  | Divizia A    | 22    | 7      |
| 2000/01 | FC Dinamo Bukareszt | Rumunia  | Divizia A    | 4     | 0      |
| 2001/02 | FC Dinamo Bukareszt | Rumunia  | Divizia A    | 10    | 1      |
| 2002/03 | FC Dinamo Bukareszt | Rumunia  | Divizia A    | 25    | 2      |
| 2003/04 | FC Dinamo Bukareszt | Rumunia  | Divizia A    | 24    | 4      |
| 2004/05 | FC Dinamo Bukareszt | Rumunia  | Divizia A    | 24    | 2      |
| 2005/06 | FC Dinamo Bukareszt | Rumunia  | Divizia A    | 26    | 2      |
| 2006/07 | CSKA Sofia          | Bułgaria | Grupa A      | 26    | 10     |
| 2007/08 | CSKA Sofia          | Bułgaria | Grupa A      | 29    | 11     |
| 2008/09 | Terek Grozny        | Rosja    | Premier Liga | 15    | 4      |
| 2009/10 | CSKA Sofia          | Bułgaria | Grupa A      | 8     | 1      |
| 2010/11 | Victoria Brăneşti   | Rumunia  | Divizia A    | 10    | 0      |

## Kariera reprezentacyjna
W reprezentacji Rumunii Petre zadebiutował 19 sierpnia 1998 roku w zremisowanym 0:0 wyjazdowym meczu z Norwegią. W 2000 roku został powołany przez selekcjonera Emerica Ieneia do kadry na Euro 2000. Tam zagrał we dwóch spotkaniach: grupowym, przegranym 0:1 z Portugalią oraz w przegranym 0:1 ćwierćfinale z Włochami. W 2008 roku był członkiem rumuńskiej kadry na Euro 2008. Na tym turnieju zaliczył dwa mecze: z Włochami (1:1) oraz z Holandią (0:2). Od 1998 do 2009 rozegrał w kadrze narodowej 49 meczów i strzelił 6 goli.